# Status-quo-ante-Synagoge (Târgu Mureș)

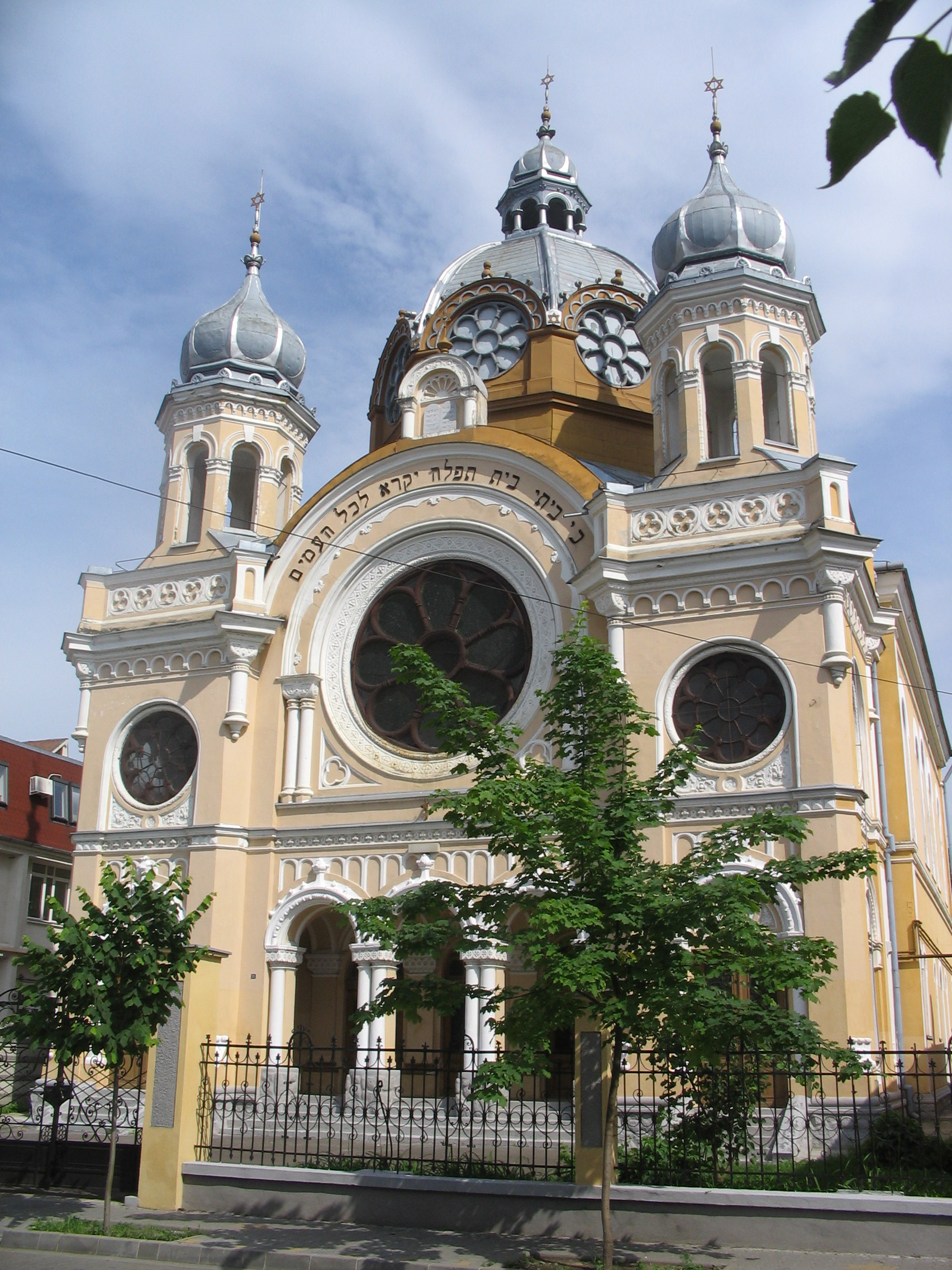
Synagoge (2007)

Die Status-quo-ante-Synagoge in Târgu Mureș in Siebenbürgen in Rumänien wurde 1899–1900 gebaut. Sie ist auch als Große Synagoge oder Großer Tempel bekannt. Für den Bau war der bekannte österreichische Architekt Jakob Gartner verantwortlich.

## Geschichte
Eine ältere Synagoge in der Stadt von 1860 wurde bereits 1862 bei antisemitischen Pogromen zerstört. Nach der Emanzipation der Juden 1867 im damaligen Ungarn wuchs deren Zahl stark an: von 6,1 % in 1870 über 10,8 % in 1910 auf 13,5 % in 1930. Im Mai und Juni 1944 wurden sie auf deutschen Befehl in das Vernichtungslager Auschwitz deportiert, wo die meisten ermordet wurden.
Als sich Mitte des 19. Jahrhunderts in Ungarn die jüdischen Gemeinden in eine orthodoxe und die neologe Glaubensrichtung spalteten, gab es Gemeinden, die sich weder der einen noch der anderen Richtung anschließen wollten. Diese sind unter dem Begriff Status quo ante bekannt. Diese Gemeinschaft ließ um die Jahrhundertwende die eindrucksvolle Synagoge erbauen. Sie wurde in den letzten Jahren restauriert.

## Architektur

### Äußeres

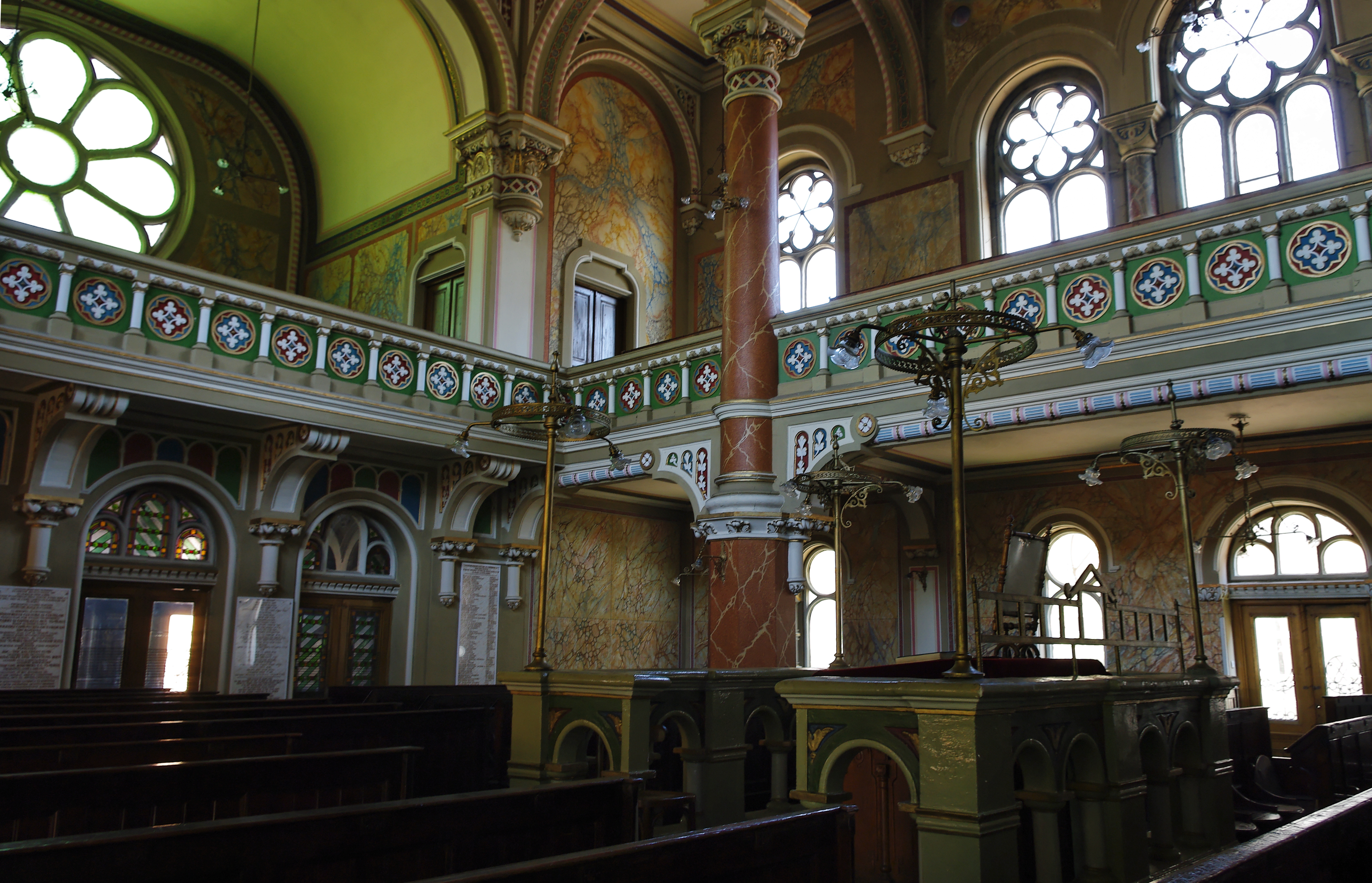
Innenraum mit Bima

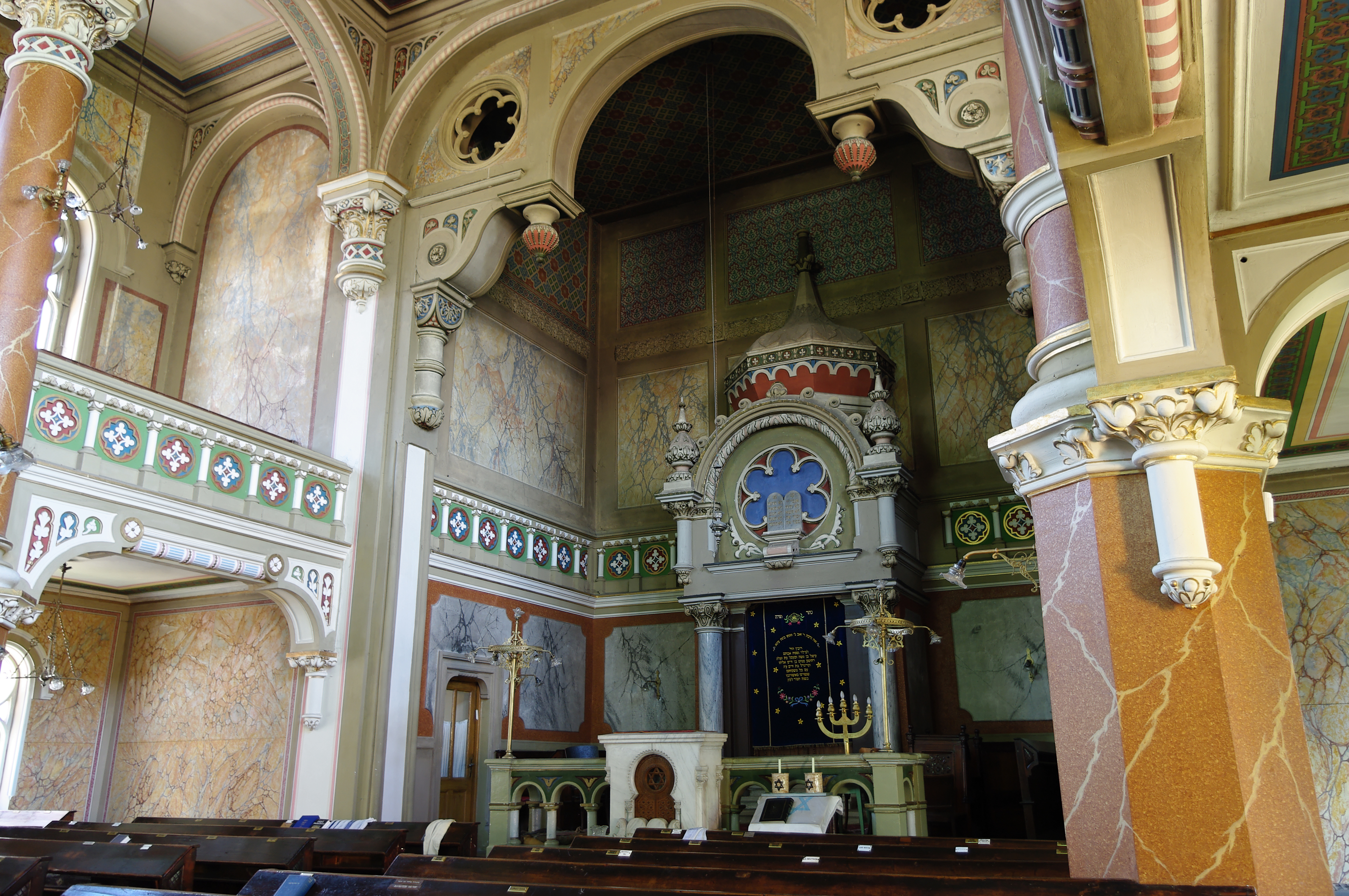
Blick zum Toraschrein

Das Gebäude ist ein großer, überkuppelter Bau in einem Eklektizismus aus maurischen, neoromanischen, neogotischen und byzantinischen Elementen. Das Erscheinungsbild wird besonders durch die Kuppel in achteckiger Grundform mit aufgesetzter Laterne sowie das Eckturmpaar mit aufgesetzten Zwiebeltürmchen geprägt. Sowohl diese als auch die Laterne tragen Davidsterne.
Über dem Haupteingang in Form einer kleinen Arkade mit drei Türen ist eine große Rosette mit einer Inschrift in hebräisch innerhalb eines großen Rundbogens darüber. Seitlich davon sind zwei kleinere Rosetten in den zwei Seitentürme; in den Türmen sind die Treppenaufgänge zu der Frauenempore.

### Inneres
Auch das Innere ist eine Mischung aus verschiedenen Stilen, die Gartner zu einem harmonischen Ganzen zusammenfügte. Dazu gehören verschnörkelte Balustraden, korinthische Säulen aus Marmor sowie maurische Blumenmuster.
Der Gebetsraum der Männer bietet 552 Personen Platz. Die an drei Seiten (außer der Seite mit dem Toraschrein) umlaufende Frauenempore hat Platz für weitere 227 Personen.
Die Bima in der Raummitte wird von einer Brüstung mit Kandelabern an den Ecken eingegrenzt.
Der Toraschrein wird von zwei Säulen umrahmt; darüber befindet sich eine Rosette. Das Ganze wird von einer Haube abgeschlossen.